# Russische Botschaft in Wien

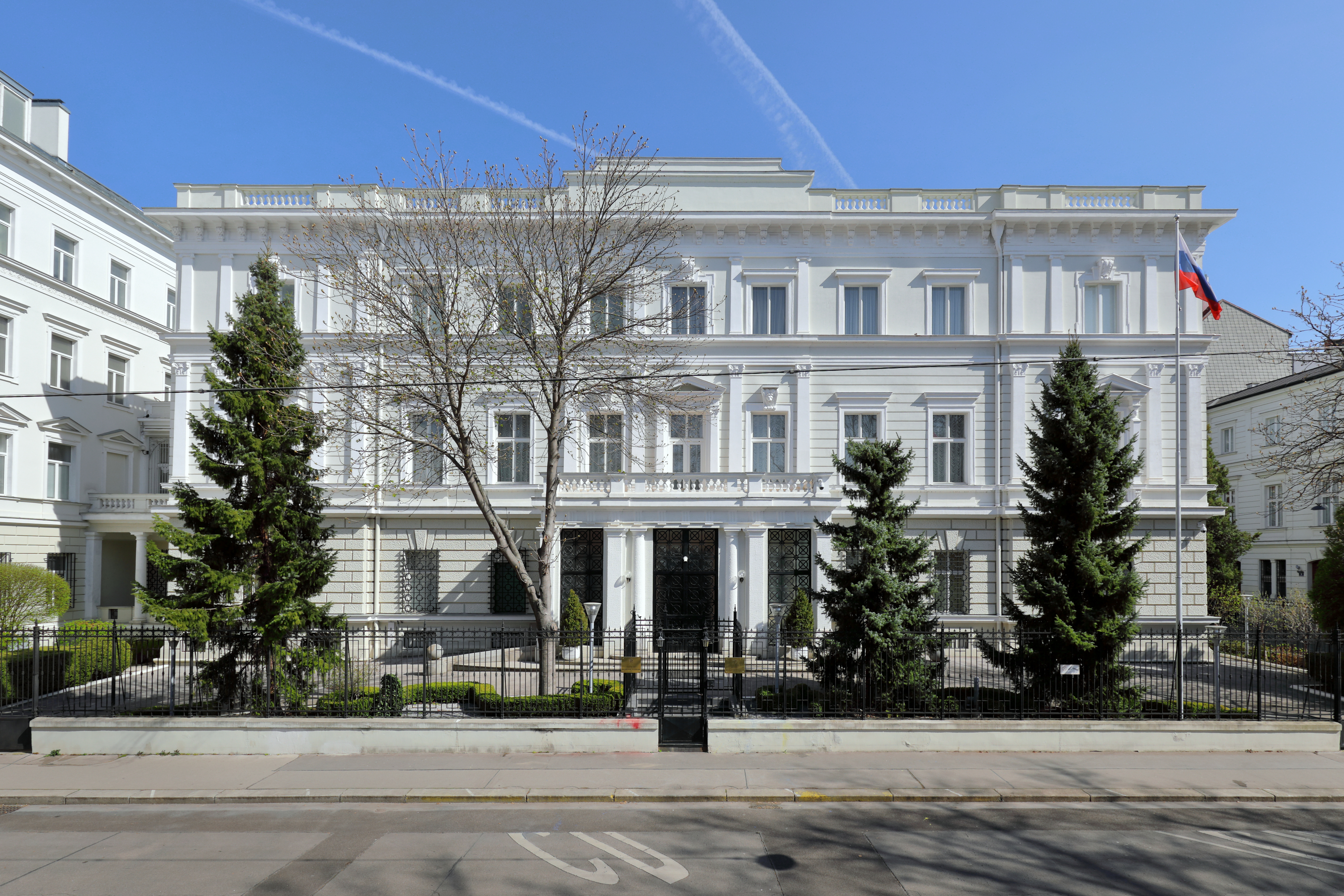
Botschaftsgebäude der Russischen Föderation in Wien

Die Russische Botschaft in Wien ist die diplomatische Vertretung von Russland gegenüber der Republik Österreich und befindet sich im 3. Wiener Gemeindebezirk Landstraße in der Reisnerstraße 45–47.

## Geschichte

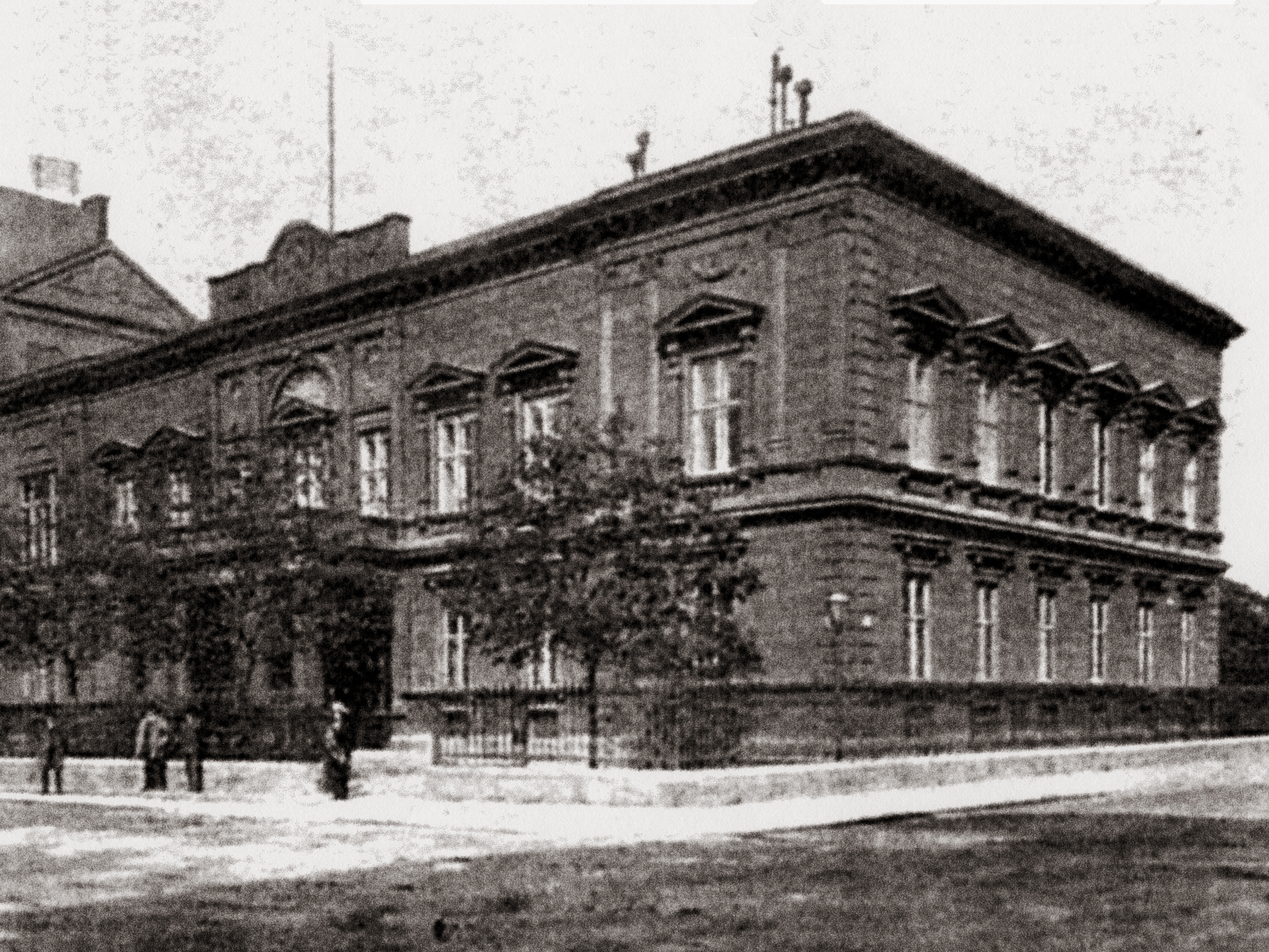
Botschaft Russlands, um 1895
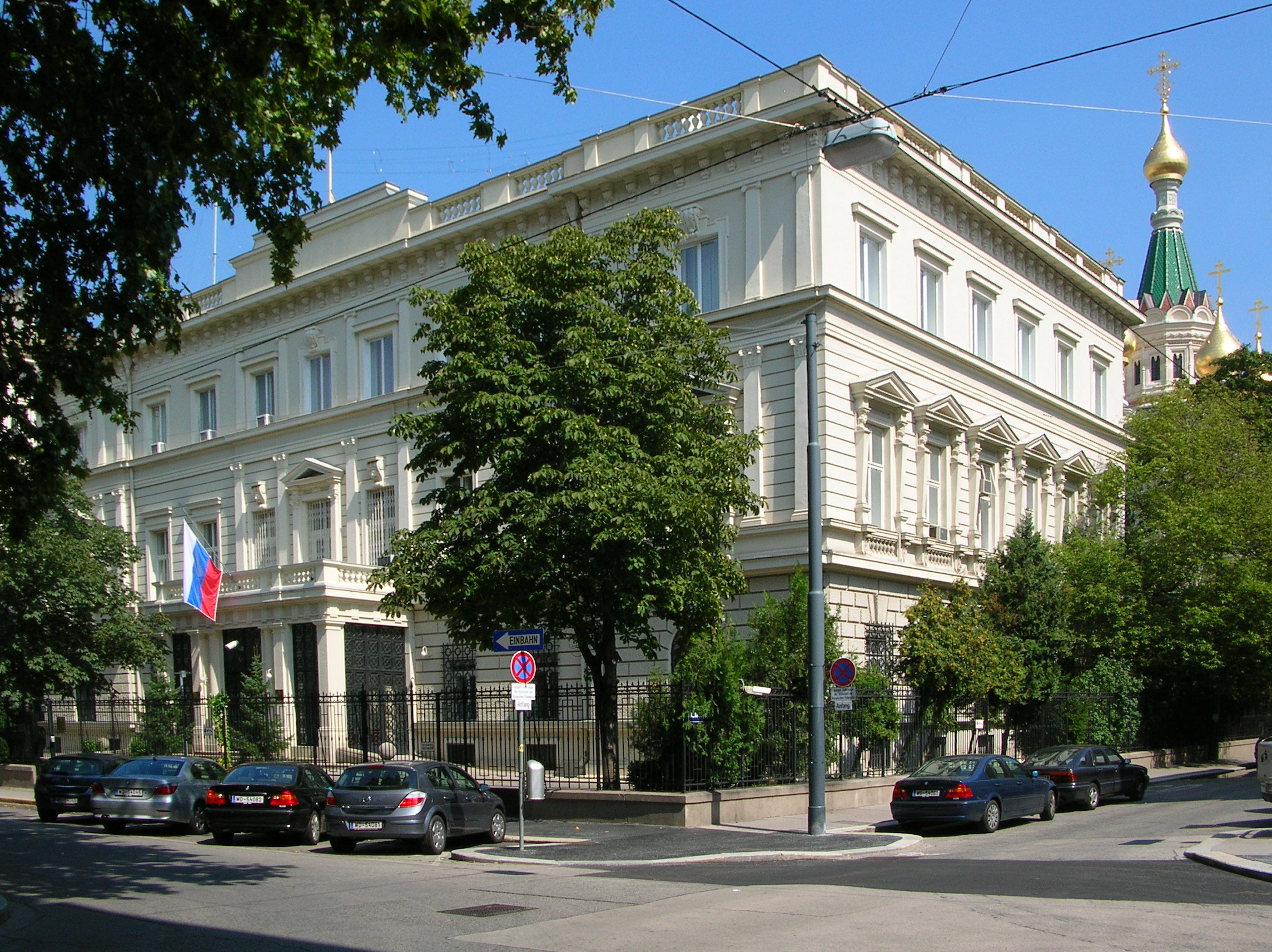
Botschaft (2005)

Eine eigene Botschaft wurde schon 1874 installiert, Ende des 19. Jahrhunderts wurde in Wien-Landstraße eine großzügige Niederlassung errichtet, die die Botschaft und die russisch-orthodoxe Zentralpfarrkirche, heute Metropolitankathedrale für Österreich umfasst. 1910 wurde der Botschafter abberufen, und 1914 bis 1917 lagen die beiden Staaten im Krieg, bis Februarrevolution und Oktoberrevolution Russlands Kriegsengagement beendeten.
In den 1980er wurde ein multifunktionaler diplomatischer Gebäudekomplex an der Erzherzog Karl-Straße 182, Wien 22 erbaut, welcher heute eine Botschaftsschule und diverse Botschaftsabteilungen, sowie Spionageinrichtungen und entsprechende Wohnungen beheimatet, zusätzlich zu Wohnungen für Geheimdienstpersonal an der Sternwartestraße 74.

## Weitere Vertretungen in Österreich
Zusätzlich zur Botschaft gibt es noch die folgenden Vertretungen die die Russische Föderation in Österreich betreibt.

### Standort Reisnerstraße 45–47
- Konsularabteilung der Botschaft der Russischen Föderation

### Standort Erzherzog Karl-Straße182

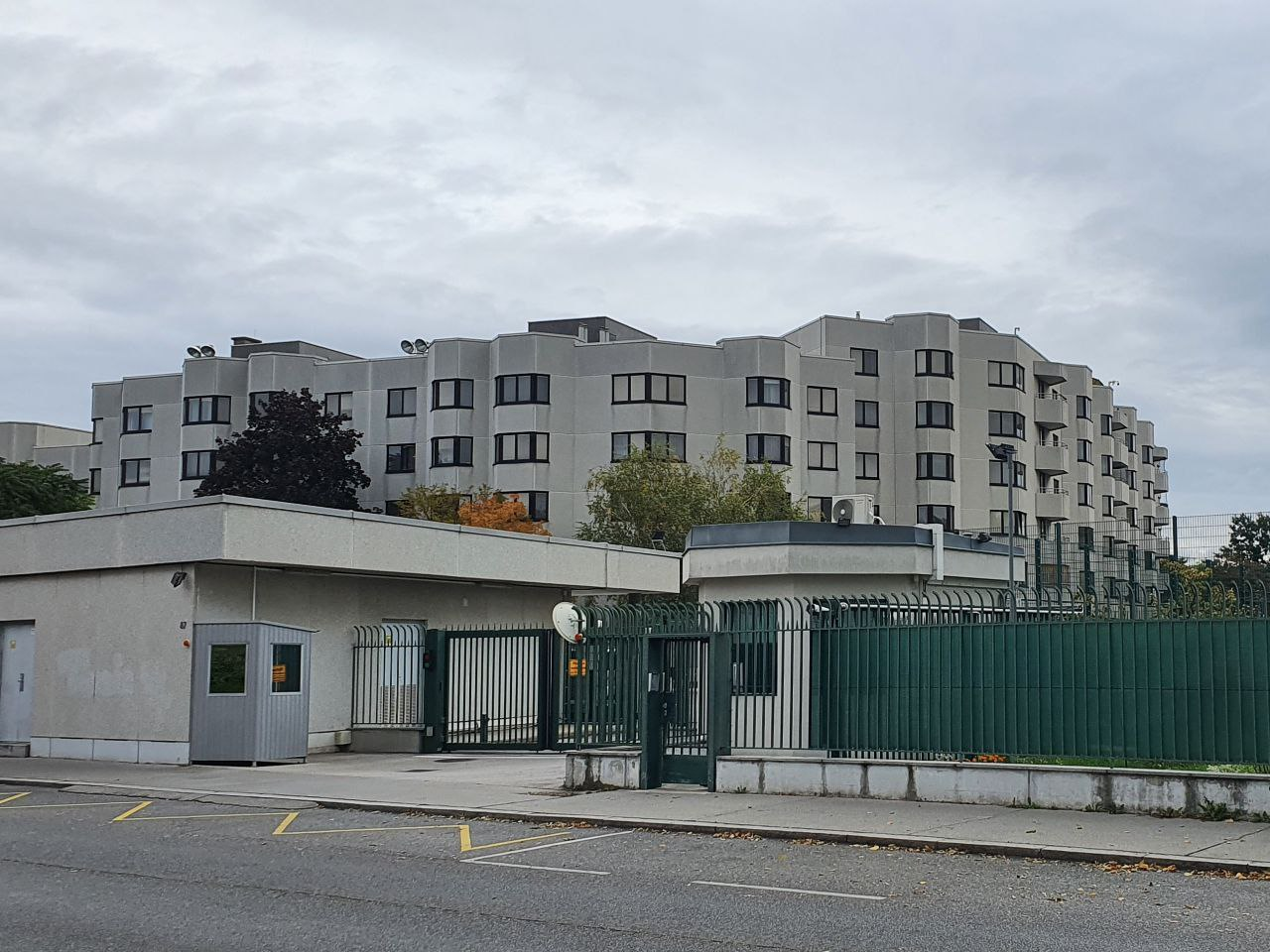
Wohnanlage der ständigen Vertretung der Russischen Föderation bei internationalen Organisationen, Erzherzog Karl-Straße 182

- Verteidigungsabteilung der Botschaft der Russischen Föderation (Abteilung des Verteidigungsattachés)

Andere verwandte Institution:
- Botschaftsschule der Russischen Föderation in Wien (gegründet 1954 und seit den 1980er am diplomatischen Komplex an der Erzherzog Karl-Straße 182, Wien 22)

### Andere Standorte
- Handelsabteilung der Botschaft der Russischen Föderation (Wien 4, Argentinierstraße 25–27)
- Kulturinstitut der Russischen Föderation (Wien 4, Brahmsplatz 8)[5]
- Generalkonsulat der Russischen Föderation Salzburg (Bürglsteinstraße 2; Amtsbereich: Salzburg, Kärnten, Oberösterreich, Tirol, Vorarlberg)